# Marek Heinz
Marek Heinz (* 4. August 1977 in Olmütz) ist ein ehemaliger tschechischer Fußballspieler auf der Position eines Stürmers.

## Karriere

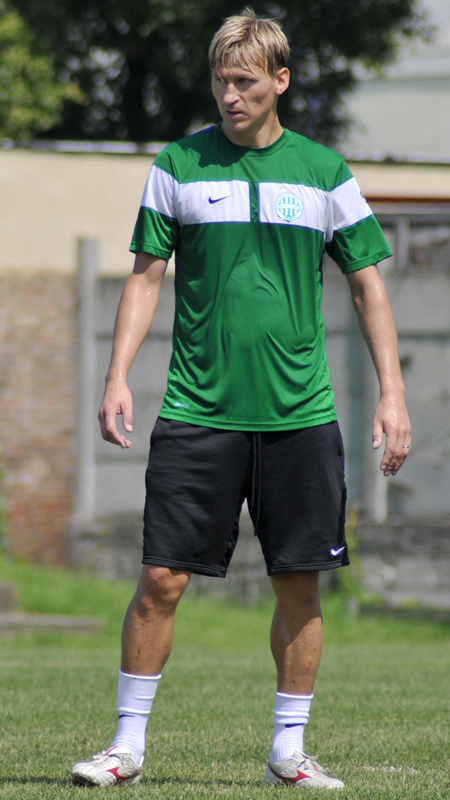
Marek Heinz bei
Ferencváros Budapest (2010)

Er wechselte im Jahr 2000 von Sigma Olmütz zum Hamburger SV in die Fußball-Bundesliga. Dort konnte er sich nicht durchsetzen und wurde 2002 zu Arminia Bielefeld abgegeben, wo er ebenfalls nicht in der Stammelf eingesetzt wurde.
2003 wechselte er nach Tschechien zu Baník Ostrava. Dort wurde er in der Saison 2003/04 tschechischer Torschützenkönig und tschechischer Meister.
Im Sommer 2004 wurde er vom Bundesligisten Borussia Mönchengladbach verpflichtet, nachdem er auch in der tschechischen Nationalmannschaft gute Leistungen gebracht hatte und bei der Europameisterschaft in Portugal zwei Treffer erzielte. Marek Heinz konnte die Erwartungen jedoch nicht erfüllen.
Im Sommer 2005 wechselte der Tscheche für 2,2 Millionen € zu Galatasaray Istanbul. Auch bei Galatasaray enttäuschte Marek Heinz eher und erzielte dort in 13 Einsätzen nur drei Tore.
Seit September 2006 spielte Heinz beim Traditionsverein AS Saint-Étienne in der französischen Ligue 1, wo er jedoch auch nicht vollends überzeugen konnte. Ende August 2007 wechselte Heinz zum französischen Zweitligisten FC Nantes. Am 30. September 2008 kündigte er seinen bestehenden Vertrag mit FC Nantes und wechselte in seine Heimat zum FC Brünn. Zu Saisonbeginn 2009/10 wechselte der Tscheche in die österreichische Bundesliga zum Kapfenberger SV. Im Sommer 2010 wechselte Heinz zu Ferencváros Budapest. Ein Jahr darauf kehrte er zurück in seine tschechische Heimat zu Sigma Olomouc. Dort stand er bis Sommer 2013 unter Vertrag, wurde allerdings bereits von Januar bis Juni 2013 an den 1. SC Znojmo verliehen. Mit der Mannschaft wurde er in weiterer Folge Meister der 2. Liga und schaffte den Aufstieg in die Gambrinus Liga. Nach Ablauf des Leihvertrages bei Znojmo und dem Ablaufen seines Vertrages bei Sigma Olomouc schloss er sich fix den Südmähren an. Dort hielt es ihn jedoch nur knappe drei Monate, ehe er Anfang Oktober 2013 zum 1. HFK Olomouc in die tschechische Zweitklassigkeit wechselte. Beim Zweitligisten stand er schließlich bis zum Saisonende unter Vertrag und wechselte am letzten Tag der Sommertransferperiode 2013/14 zum unterklassigen SC Melk in Österreich, bei dem er vom ehemaligen Bundesligaspieler Hannes Neumayer ins Team geholt wurde. Zur Saison 2015/16 wechselte er in seiner Heimat und ließ seine Karriere beim 1. HFK Olomouc ausklingen.
Für die tschechische A-Nationalmannschaft bestritt Heinz 30 Länderspiele und erzielte fünf Treffer. Bei der Europameisterschaft 2004 in Portugal trug er entscheidend zum Ausscheiden der deutschen Fußballnationalmannschaft in der Vorrunde bei, indem er im dritten Gruppenspiel das Tor zum 1:1 erzielte (Endstand: 2:1 für Tschechien). Zuvor war er bereits in den tschechischen U-20- und U-21-Teams im Einsatz und absolvierte zwei Spiele, in denen er auch ein Tor erzielte, bei den Olympischen Sommerspielen 2000 in Sydney.